# 小早川興景
小早川興景（1519年－1541年5月3日）是日本戰國時代武將。安藝國人領主。竹原小早川氏第13代當主。父親是第12代當主小早川弘平。小早川隆景的養父。

## 生平
在永正16年（1519年）出生，家中長男。在父親弘平死後，繼承家督並成為當主。受大內義興的偏諱而改名為興景。
作為大內氏的有力國人，在與尼子氏戰鬥時從軍。天文10年（1541年），毛利元就對尼子詮久的侵攻而在吉田郡山城中籠城（吉田郡山城之戰），以援軍身份前往救援毛利氏。同年，受大內氏命令而與毛利元就等人一同前往攻略安藝武田氏的居城佐東銀山城，但是在陣中病發而死。享年23歲。
因為沒有兒子，元就的三男德壽丸（後來的小早川隆景）成為養子並繼任家督。